# São Sebastião do Rio Verde (ort)
São Sebastião do Rio Verde är en ort i Brasilien.   Den ligger i kommunen São Sebastião do Rio Verde och delstaten Minas Gerais, i den sydöstra delen av landet, 800 km söder om huvudstaden Brasília. São Sebastião do Rio Verde ligger 883 meter över havet och antalet invånare är 2 110.
Terrängen runt São Sebastião do Rio Verde är kuperad åt nordost, men åt sydväst är den platt. São Sebastião do Rio Verde ligger nere i en dal. Närmaste större samhälle är São Lourenço, 13,9 km nordväst om São Sebastião do Rio Verde.
Omgivningarna runt São Sebastião do Rio Verde är huvudsakligen savann. Runt São Sebastião do Rio Verde är det ganska tätbefolkat, med 83 invånare per kvadratkilometer.